# 올가 부디나
올가 알렉산드로브나 부디나(러시아어: Ольга Александровна Будина, 1975년 2월 22일 ~ )는 러시아의 배우이다.

## 출연 작품
- 소공자 (2003)